# Closure (відео)
Closure (в пер. з англ. Близькість) — відеоальбом американського індастріал-гурту Nine Inch Nails, що вийшов 25 листопада 1997 року. Closure має номер Halo 12 і є дванадцятим офіційним релізом гурту. Відеоальбом складається із записів концертних виступів та закулісних зйомок під час туру Self Destruct Tour, а також відеокліпів, випущених гуртом в період з 1989 по 1997 рік.
В серпні 2004 року Трент Резнор оголосив про можливий вихід DVD-перевидання Closure з додатковим матеріалом. Реліз був намічений на кінець 2004 року, але з невідомої причини вихід був відкладений. В 2006 році в The Pirate Bay стався витік матеріалу, який готувався до видання на DVD. Можливо Трент Резнор сам джерело цього витоку, хоча він це заперечує.

## Список композицій

### Self Destruct Tour(VHS 1)
1. «Terrible Lie»
2. «Piggy»
3. «Down in It»
4. «March of the Pigs»
5. «The Only Time»
6. «Wish»
7. «Hurt» (спільно з Девідом Боуї)
8. «Something I Can Never Have»

### Відеокліпи (VHS 2)
1. «Head Like a Hole» — 4:31
2. «Sin» — 2:11
3. «Down in It» — 3:50
4. «Pinion» — 1:16
5. «Wish» — 3:42
6. «Help Me, I Am in Hell» — 2:03
7. «Happiness in Slavery» — 4:48
8. «Gave Up» — 4:27
9. «March of the Pigs» — 3:03
10. «Eraser (Live Version)» — 4:23
11. «Hurt (Live Version)» — 5:10
12. «Wish (Live Version)» — 3:49
13. «Closer» — 4:36
14. «The Perfect Drug» — 4:13